# Prom Queen: The Marc Hall Story
Prom Queen: The Marc Hall Story (tj. Královna plesu: Příběh Marca Halla) je kanadský televizní film z roku 2004, který režíroval John L'Ecuyer podle skutečné události. Film popisuje spor studenta s katolickou školou ohledně své sexuální orientace.

## Děj
Marc Hall bydlí v malém kanadském městečku Inniston a studuje v posledním ročníku zdejší katolické střední školy. Mac je gay, což jeho okolí akceptuje. Problém nastává ve chvíli, kdy chce jít na maturitní ples se svým přítelem Jasonem. Ředitelství školy na to nechce přistoupit s argumentem, že katolická církev nepodporuje homosexualitu. Za Marca se postaví jeho spolužáci i rodiče. Zastání najde i v organizaci bojující za práva homosexuálů, která najme právníka, aby podal na školu žalobu. Maloměsto je náhle v obležení novinářů a televizních reportérů a Jason není ze situace příliš nadšený. Marc je však odhodlaný dotáhnout svůj spor se školou do konce.

## Obsazení
| Aaron Ashmore        | Marc Hall   |
| Marie Tifo           | Emily Hall  |
| Jean Pierre Bergeron | Audy Hall   |
| Mak Fyfe             | Jason       |
| Tamara Hope          | Carly       |
| Scott Thompson       | Lonnie Winn |

## Ocenění
- Gemini Awards: nominace v kategoriích nejlepší herec ve vedlejší roli (Jean Pierre Bergeron) a nejlepší střih (Mike Lee)

## Okolnosti
Marc Hall zažaloval v roce 2012 katolickou školní radu v Durhamu. Nejvyšší soud státu Ontario vynesl dne 10. května 2002 rozsudek, ve kterém konstatoval, že opatření katolické školy představovalo diskriminaci na základě sexuální orientace, když bylo středoškolskému studentovi zamítnuto právo účastnit se školou pořádané akce se svým přítelem. Tento rozsudek rovněž stanovil, že kanadská listina práv a svobod má vyšší právní účinnost než právo školy na vzdělávací systém bez zásahu státu, který ústava přiznává kanadské katolické církvi.